# Mente quântica
Mente quântica ou consciência quântica é uma ideia proveniente de diversas hipóteses e teorias científicas, cujos proponentes alegam que a mecânica clássica não pode explicar a natureza da consciência. Basicamente, postula-se que fenômenos da mecânica quântica, tais como o emaranhamento quântico e a superposição, podem desempenhar um papel importante no funcionamento cerebral, formando, portanto, a base da explicação científica da consciência.

## História
Eugene Wigner foi o pioneiro da ideia de que a mecânica quântica possui relação com o funcionamento da mente. Wigner propôs que o fenômeno quântico do colapso da função de onda ocorre por causa da interação com a consciência. Freeman Dyson, similarmente, afirmou que, "manifestada pela capacidade de fazer escolhas, a mente existe, em certa medida, inerente a todo elétron."
Outros físicos e filósofos contemporâneos consideram tais argumentos não convincentes. Victor Stenger caracterizou a consciência quântica como um "mito sem base científica", mito este que "deveria tomar o seu lugar na história da ciência juntamente com os deuses, unicórnios e dragões." David Chalmers, também, argumentou contra a hipótese da consciência quântica num debate sobre como a mecânica quântica poderia se relacionar com a hipótese dualista da consciência. Chalmers é cético quanto à capacidade de qualquer nova teoria física de resolução do problema difícil da consciência.

## Proponentes da mente quântica

### David Bohm
David Bohm via a teoria quântica e a teoria da relatividade como teorias contraditórias, o que implicava um nível mais fundamental no universo. Bohm alegou que tanto a teoria quântica quanto a relatividade apontava em direção dessa teoria mais profunda, a qual ele formulou com sua teoria do campo quântico. Este nível mais fundamental foi proposto para representar uma totalidade indivisa e uma ordem implícita, a partir da qual surge a ordem explícita do universo que todos nós experienciamos.
A proposta de Bohm da ordem implícita é aplicada tanto à matéria quanto à consciência. Bohm sugeriu que isso poderia explicar a relação entre ambas. Ele via mente e matéria como projeções da subjacente ordem implícita em nossa ordem explícita. Bohm argumentou que, quando olhamos para a matéria, não vemos nada que nos ajude a compreender a consciência. Por exemplo, Bohm discutiu a experiência de ouvir música. Ele acreditava que a sensação de movimento e mudança, que compõem nossa experiência musical, deriva da sustentação do passado imediato e do presente quando reunidas no cérebro. A saber, as notas musicais do passado são transformações, em vez de memórias. Isto é, as notas que foram implicadas no passado imediato tornam-se explicadas no presente. Bohm via neste processo a consciência emergindo da ordem implícita.
De modo global, Bohm via o movimento, mudança ou fluxo universal, e a coerência das experiências, como ouvir música, como uma manifestação da ordem implícita. Ele alegou  derivar a evidência do seu pensamento do trabalho de Jean Piaget acerca do aprendizado das crianças. Ele sustentou seus estudos mostrando que as crianças aprendem sobre o tempo e o espaço, porque elas têm uma "conexão" com o entendimento do movimento como parte da ordem implícita. Ele comparou essa "conexão" com a teoria de Chomsky de que a gramática está "conectada" nos cérebros humanos.
Bohm nunca propôs um meio através do qual sua proposta poderia ser falseada, nem um mecanismo neural através do qual a sua "ordem implícita" pudesse emergir de forma relevante para uma explicação científica da consciência. Contudo, Bohm, posteriormente, colaborou com a teoria do cérebro holonómico de Karl Pribram, como um modelo de consciência quântica.
De acordo com o filósofo Paavo Pylkkänen, a sugestão de Bohm leva naturalmente à suposição de que o correlato físico do processo de pensamento lógico está situada no nível cerebral descrito classicamente, enquanto que o processo básico de pensamento situa-se no nível descrito quantico-teóricamente."

### Penrose e Hameroff
O físico teórico inglês, Roger Penrose, e o anesteologista Stuart Hameroff colaboraram para produzir uma teoria conhecida como Redução Objetiva Orquestrada (Orch-OR). Penrose e Hameroff, inicialmente, desenvolveram suas ideias separadamente e mais tarde colaboraram para produzir a Orch-OR, no início dos anos 90. A teoria foi revista e atualizada pelos autores no final de 2013.
O argumento de Penrose é fruto de sua interpretação dos teoremas da incompletude de Gödel. No primeiro livro de Penrose sobre a consciência, The Emperor's New Mind (1989), ele argumenta que, enquanto um sistema formal não pode provar sua própria consistência, os improváveis resultados de Gödel são demonstráveis por matemáticos humanos. Ele interpreta tal disparidade com o significado de que matemáticos humanos não são provas formais de sistemas e que eles não executam algoritmos computáveis. Contudo, de acordo com Bringsjorg e Xiao, esta linha de raciocínio é baseada numa falaciosa equivocação sobre o significado da computação.